# 南鱨
南鱨，為輻鰭魚綱鯰形目鱨科的其中一種，為熱帶淡水魚類，棲息深度0-60公尺，分布於非洲馬拉威湖流域，體長可達150公分，棲息在湖泊底中層水域，以魚類為食，生活習性不明，可做為食用魚及觀賞魚。